# Спортландия
«Спортландия» — советский рисованный мультипликационный фильм 1958 года. Современная сказка о мальчике Мите, который спасся из страны Ленивии с помощью друзей из Спортландии.

## Сюжет
Мальчик Митя утром проспал. Будильник зазвенел — он его выключил. По радио раздался сигнал «Слушайте все» / побудки в школу «Пионерской зорьки» — он заткнул репродуктор подушкой. Ребята в окно кричали, что весь класс нормы БГТО сдавать пошёл, а Митя спит и всех подводит, а значит не получит значок БГТО («Будь готов к труду и обороне»). Но Митя с преогромной неохотой заявил «Пойду завтра» и накрылся одеялом…
И тут ожила Диванная Подушка, а потом Матрац на пружинах. Они уговорили Митю пойти с ними в страну Ленивию, где ему легко дадут значок. Над воротами Ленивии мальчик увидел вывеску: «Ленивия. Палата лодырей», а ниже: «Зал заседаний». В зале было много мягких кресел, матрацев, подушек. Митю уложили в кровать, где было пять матрацев и три подушки. Стали сытно кормить и убаюкивать, объявив, что Мите устраивается «мёртвый час». Будильник побежал в Спортландию на стадион и всё рассказал. Спортивные снаряды вызвались помочь. Мяч, гантели, ракетки, клюшка и другие забрались внутрь гимнастического коня, и он поскакал в Ленивию.
Будильник первым пробрался вглубь импровизированной спальни и разбудил Митю. Он объявил Мите, что матрацы, стулья и подушки не желают ему никакой награды, а превращают его в лентяя ради собственной выгоды, и что ему надо не спать, а бежать. Митя говорит, что ему надоело в Ленивии, но, поскольку его сытно кормили, он едва двигается. Тогда будильник устроил Мите физзарядку, приведя его в хорошую форму, после чего громко зазвенел. Разыгралось полномасштабное сражение между спортивными снарядами и мягкой мебелью, в котором мальчик принял самое активное участие. В результате матрац-председатель был поражён Митей, а гимнастический конь увёз того в Спортландию, в которой главное — как раз пропаганда о необходимости сдать нормы на «Будь готов к труду и обороне».
Митя проснулся в своей кровати от голоса радио: «Чтоб без остатка уничтожить лень, утренней зарядкой начинай свой день!» Он вскочил, оделся и побежал к стадиону догонять ребят, чтобы вместе сдавать нормы БГТО.

## Создатели
| Сценарий                   | Юрия Киршона |
| Текст песен                | Льва Позднеева |
| Режиссёр-постановщик       | Александр Иванов |
| Художники-постановщики     | Валентин Лалаянц, Лев Позднеев, Гелий Аркадьев |
| Композитор                 | Александр Варламов |
| Оператор                   | Елена Петрова |
| Звукооператор              | Борис Фильчиков |
| Ассистент режиссёра        | Н. Палаткина |
| Художники-мультипликаторы: | Елизавета Комова, Вячеслав Котёночкин, Лидия Резцова, Владимир Пекарь, Татьяна Фёдорова, Борис Чани |
| Роли озвучивали:           | Мария Виноградова — Митя, Лариса Бухарцева — диванная подушка, Серафим Аникеев — Дон Кихот из книги, Эраст Гарин — Матрац-председатель, Елена Понсова — кресло, Георгий Вицин — Хоттабыч из книги, Геннадий Дудник — будильничек, Ирина Потоцкая — одноклассники Мити (нет в титрах), Георгий Милляр — Кресло – член Палаты Лодырей (нет в титрах), Юрий Хржановский — дневник / тюфяк / футбольный мяч / хоккейная клюшка / душ (нет в титрах) |

## О мультфильме
Среди наиболее известных работ студии «Союзмультфильм» 1955-59 гг. — «Остров ошибок» (1955), «Стёпа-моряк» (1955) и «Исполнение желаний» (1957) В. С. и З. С. Брумберг, «Спортландия» (1958) А. В. Иванова.— Георгий Бородин. «Краткий исторический обзор»

## Видеоиздания
В середине 1990-х мультфильм выпущен на видеокассетах в сборнике лучших советских мультфильмов Studio PRO Video и в сборнике мультфильмов киностудии «Союзмультфильм» видеостудией «Союз».
В 2000-е годы мультфильм отреставрирован и выпущен на DVD.